# Diazo-spojevi
Diazo-spojevi (di - dva + azo-, od franc. azote: dušik) su organski spojevi u kojima je skupina –N2 vezana jednim dušikovim atomom na ugljikov atom, a dušikovi su atomi međusobno povezani dvostrukom ili trostrukom kemijskom vezom. Vrlo su reaktivni i služe za pripravu tehnički važnih kemijskih spojeva. Najjednostavniji je alifatski diazo-spoj diazometan, CH2N2, žut, eksplozivan i otrovan plin neugodna mirisa, čest reagens u organskoj kemiji, a najčešće se upotrebljava u eterskoj otopini. Među aromatskim diazo-spojevima ističu se diazonijeve soli, važne u proizvodnji azo-bojila.

## Diazonijeve soli
Diazonijeve soli su bezbojni diazo-spojevi koji sadrže anione (X) anorganskih kiselina, najčešće kloride, sulfate i nitrate, vezane na kation [Ar–N≡N]+, gdje je Ar aromatski radikal. Dobivaju se iz primarnih aromatskih amina i natrijeva nitrita uz dodatak kiseline i jako hlađenje (diazotacija):
{\displaystyle {\ce {ArNH2 + NaNO2 + 2HX -> ArN2+X- + NaX + 2H2O}}}
Vrlo su nestabilne, reaktivne i u čvrstom stanju eksplozivne. Kondenzacijom s fenolima ili aromatskim aminima (kopulacija) daju azo-spojeve i služe u proizvodnji azo-bojila.

## Kondenzacijski diazo-pigmenti
Grupa kondenzacijskih diazo-pigmenata slična je po svojoj građi diarilidnim pigmentima (na primjer Hansa žuta). U strukturnom smislu kondenzacijski diazo-pigmenti djeluju kao udvostručeni monoazo - pigmenti, a mogu se svrstati u dvije grupe, već prema tome da li su ta dva monoazo dijela posredovanjem nekog diamina H2N-A-NH2) povezana preko svojih diazonijevih ili preko kopulacijskih komponenti. Kao kopulacijske komponente mogu služiti acetoctena kiselima ili 2-hidroksi-3-naftojeva kiselina, pa se prema tome dobivaju različite nijanse žutih, odnosno crvenih pigmenata. 
Zahvaljujući svojoj velikoj molekuli kondenzacijski disazo pigmenti posjeduju mnoga vrlo dobra svojstva. Odlikuju se jakošću boje, otpornošću prema otapalima i toplini, a s obzirom na srodne monoazo pigmente često su postojaniji na svjetlu i prema atmosferilijama, te nisu skloni migraciji. U visokovrijednim proizvodima kondenzacijski diazo-pigmenti nerijetko se upotrebljavaju umjesto kadmijevih i kromatnih pigmenata. Vrlo su prikladni za bojenje sintetskih materijala i za pigmentiranje boja i lakova namijenjenih ličenju.